# Thymus mastichina

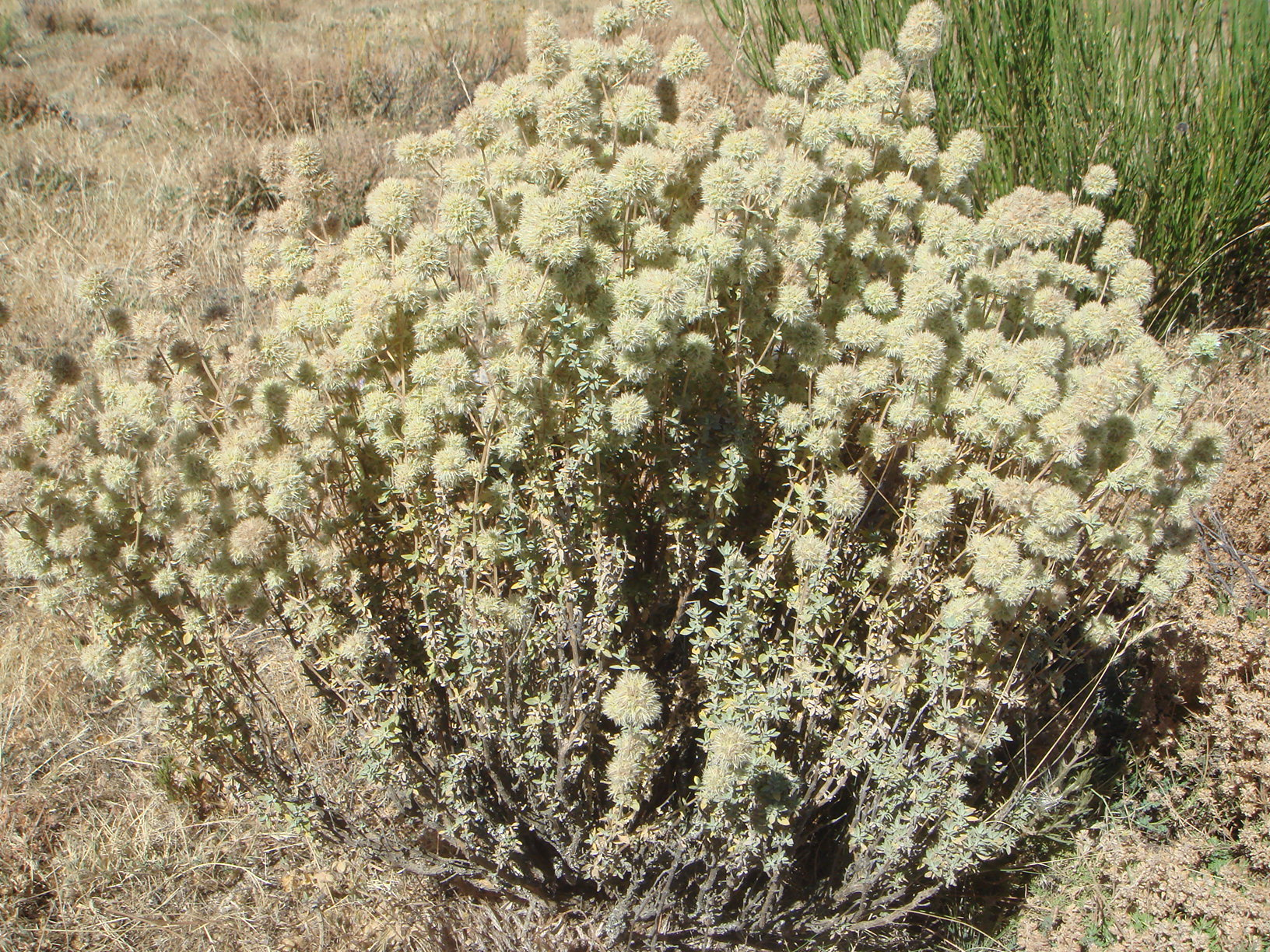
Planta florida

La mastiquina, moraduix bord o timó andalús (Thymus mastichina), a vegades anomenada també farigola blanca, és una espècie lamiàcia. És una mateta de fins 50 cm d'alt molt aromàtica amb fulles persistents i flor zigomorfa disposada en glomèruls de color blanc. És una espècie endèmica del centre i sud de la península Ibèrica. Als Països Catalans es troba a les províncies de Castelló i de València. Intervé en les associacions Rosmarino-Cistetum ladaniferi i Genisto cinerascentis-Cistetum laurifolii

## Sinonímia
- Majorana tomentosa (Willd.) Stokes
- Origanum mastichina (L.) Kuntze
- Origanum tomentosum (Willd.) Kuntze
- Satureja mastichina L.
- Thymus almoradux Dufour ex Boiss.
- Thymus carpetanus Sennen
- Thymus ciliatus Moench
- Thymus ciliolatus Pau
- Thymus elongatus Schrad. ex Link
- Thymus mastichina subsp. tomentosus (Willd.) Malag.
- Thymus suavis Salisb.
- Thymus tomentosus Boiss. & Reut. ex Willk. & Lange
- Thymus tomentosus Willd.[6]